# Okręg Montmorillon
Okręg Montmorillon (fr. Arrondissement de Montmorillon) – okręg w zachodniej Francji. Populacja wynosi 74 300.

## Podział administracyjny
W skład okręgu wchodzą następujące kantony:
- Availles-Limouzine,
- Charroux,
- Chauvigny,
- Civray,
- Couhé,
- Gençay,
- Isle-Jourdain,
- Lussac-les-Châteaux,
- Montmorillon,
- Saint-Savin,
- Trimouille.